# Jan Graf
Jan Graf (* 1973 in Buxtehude) ist ein deutscher Musiker, Autor und Hörfunksprecher.

## Leben
Jan Graf wuchs auf einem Bauernhof in der Lüneburger Heide auf. Während seines Studiums, das er 1999 an der Universität Kiel begann, kam er zum Norddeutschen Rundfunk und arbeitete dort bei NDR 1 Welle Nord von 2001 bis 2003 als Redakteur. 2003 ging er für ein Jahr nach Stockholm in die deutschsprachige Redaktion des Schwedischen Rundfunks. Nach seiner Rückkehr 2004 gründete er den Plaggenhauer-Verlag, einen Verlag für nord- und niederdeutsche Literatur und Sprachkunde. Im darauffolgenden Jahr stieß Graf zum Team der Sendung Hör mal’n beten to, für die er Beiträge schreibt und spricht. Seit 2008 ist er regelmäßig auf NDR 90,3 zu hören, neben Hör mal’n beten to und Wi snackt Platt spricht er dort im Wechsel mit Kollegen wie z. B. Benita Brunnert die Norichten op Platt.
Seit 2007 hat Jan Graf einige CDs veröffentlicht, von denen Mit den Regen für die Bestenliste des Preises der deutschen Schallplattenkritik nominiert wurde. Mit Wurst-TV un anner Hör mal’n beten to-Geschichten und Dat Hemd sitt di neger as de Büx hat er sich darüber hinaus als Autor plattdeutscher Literatur einen Namen gemacht. Graf veranstaltet zudem Lesungen und Liederabende, wobei er sich selber auf der Gitarre oder der Harmonika begleitet. Seit 2020 ist Graf auch zusammen mit der Sängerin Ingalisa Wingenfelder Teil des platt- und hochdeutschen Duos „Die Landschaft“, welches 2020 ihre erste EP Große Runde veröffentlichte. Er ist verheiratet, hat vier Söhne und lebt mit seiner Familie in der Nähe von Kiel.

## Bücher
- 2009: Wurst-TV un anner Hör mal'n beten to-Geschichten, Verlag Plattschapp & Plaggenhauer, ISBN 978-3937949130
- 2011: Dat Hemd sitt di neger as de Büx, Verlag Michael Jung, ISBN 978-3898821209

## Diskografie
- 2007: Wo denn hin mit mi – Jan Graf singt Johann D. Bellmann, Plaggenhauer-Verlag, ISBN 978-3937949062
- 2008: Goot und Free, Plaggenhauer-Verlag, ISBN 978-3937949116
- 2010: Mit den Regen, Plaggenhauer-Verlag
- 2020: Große Runde, Die Landschaft EP Record Jet

## Auszeichnungen
- 2008: Bad Bevensen-Preis
- 2010: Nominierung für die Bestenliste des Preises der deutschen Schallplattenkritik
- 2011: Niederdeutscher Literaturpreis der Stadt Kappeln
- 2013: SchnippZ – Minihörspielpreis der Zonser Hörspieltage